# 约翰·伯科
約翰·西蒙·貝爾考英語：；臺灣或譯約翰·伯考、香港曾譯白高漢；1963年1月19日—），是英國政治人物，自2009年至2019年出任下議院議長。在當選為下議院議長之前，貝爾考是保守黨黨員，早年是保守黨的右翼，但其後政治立場轉向溫和派。在2019年辭任下議院議長後，貝爾考並未淡出公眾視野，由於長期不滿時任英國首相鮑里斯·強森的行事風格及其對所屬政黨保守黨在各方面的變革性影響，故於2021年6月起轉投時為下議院反對黨的工黨，成為了該黨的一員。
自1986年至1990年，他被選舉並擔任蘭貝斯区议员，在1987年和1992年的大选中竞争议会席位失败，1997年当选为英國下議院議員。2001年被提拔時任反對黨領袖邁克爾·霍華德的影子内阁成员。2002年11月，他因支持同性收养引发争议而選擇辞职，但一年后重返政坛，直到2004年才被影子内阁解任。他最初与保守党内的右翼势力关系密切，但随着时间的推移，他的观点发生了转变; 到2009年，甚有传言聲稱他将叛逃到其對手黨派的工党，但伯考之後否认了这些传言。同年6月，時任议长迈克尔 · 马丁辞职后，伯考参加了下議院議長選舉，並獲多數優勢而當選為議長。並在之後的2010年、2015年和2017年等歷届國會召開時，他都在没有对手的情况下连任议长。这使他成为自二戰以來首位四次当选的议长，也是首位与四位首相共事的议长。
2019年9月，擔當下議院議長十年的伯考宣布他将在10月31日辞去议长和下議院议员的职务。在其辭職後，於2019年11月4日被任命为諾爾史戴德王室莊園執事兼管家。在担任议长10年后，贝尔考成为继1928年至1943年担任议长近15年的爱德华 · 菲茨罗伊之后任职时间最长的议长。
2014年7月，伯考被任命为贝德福德大学校監，2017年7月，他被任命为艾塞克斯大学校監。2020年1月，他成为伦敦大学皇家霍洛威学院的兼职政治学教授。

## 早年生活與教育
1963年生于伦敦北部的埃奇韦尔，父亲是出租车司机。他的祖父母是从罗马尼亚移居英国的犹太人。他們在聯合王國定居后，這個羅馬尼亞裔猶太家庭英化了它的姓氏，從貝爾科維茨（Berkowitz）改爲伯考（Bercow）。伯考就读于伍德塞德公園聯合校的弗里斯庄园小学和北芬奇利的芬奇利·瑪諾齊大型综合学校。年轻的时候，贝尔考是一名成功的青少年网球运动员，但因为身材過於矮小而不能成为职业选手。1975年，他曾出演英国儿童电视连续剧《餅乾杰克！》其中一個角色。
伯考于1985年毕业于埃塞克斯大学，获得政府一级荣誉学位。这所大学的教授安东尼 · 金曾这样评价伯考: “当他还是本校的学生时，他就是一个非常右派、脾气暴躁、且非常优秀的人。他是个了不起的学生。”作为一个年轻的政治活动家，伯考是英國右翼保守星期一俱乐部的成员。1981年，他作为该俱乐部全国执行委员会的候选人，发表了一份宣言，呼吁制定一项“协助遣返”移民的计划，并成为该俱乐部移民兼遣返委员会的秘书长。不過當他在20岁时，他選擇离开了俱乐部，并且从那时起称他参加俱乐部是“彻头彻尾的疯狂”，并驳斥他在那个时期的观点是“愚鈍的”
从艾塞克斯大学毕业后，伯考在1986-87年间被選舉为保守学生联合会（簡稱保守學聯）的最后一任全国主席。保守學聯随后被時任保守党領袖的诺曼·特比特勒令解散，因此前该党一名成员指控前保守党首相哈罗德·麦克米伦在将哥萨克人引渡到苏联时犯有战争罪。此時的伯考引起了保守党领导层的注意，1987年，特比特任命他为保守党大学论坛（即保守學聯的后续组织）副主席，在1987年大选前领导学生支持選舉运动。
在从事商业银行工作一段时间后，伯考于1988年加入政治游说機構罗兰·萨林伯里·凯西（萨奇和萨奇集團的子公司），並在五年内成为董事。伯考与保守党同僚朱利安·刘易斯一起开办了長達10多年的高级演讲和竞选课程，培训了600多名保守党人（其中也包括几位现任议员）进行竞选和沟通技巧培训。他也曾在美国领导学院擔任講師。

## 政治生涯

### 從政
他曾在1986至1990年擔任議員顧問，也曾在1987年和1992年的大選競逐下議院議席，惟兩度失敗。1997年英國大選，伯科終於當選為白金漢選區議員，2001年更成為影子內閣閣員。2002年11月，他因有關領養兒童法爭議從影子內閣辭職，但在2003年返回影子內閣；2004年9月，伯科與霍華德·弗萊特產生分歧，之後被解職。

### 被委任爲特別顧問
一九九五年，時任財政部首席秘書喬納森·艾特肯委任特別顧問。而在艾特肯為應付一樁诽谤诉讼而辭職後后，伯考担任國家遺產大臣弗吉尼亞·博頓利的特别顾问。

### 西敏宮生涯
伯考在1987年以及1992年的兩次議會選舉中，都是不成功的保守黨籍的候选人。在1996年選舉，他花了1,000英镑租了一架直升机，这样他就可以在一天内出席两个被認爲是保守党貼票倉的选举事務會議（分別是白金汉選區和萨里希思選區），而伯考也因此被推舉为白金汉的議員候选人，並在之後的1997年選舉成功當選為白金漢選區議員。對此他曾表示，租用那架直升机是“我這輩子花过的最值的1,000英镑”。
伯考在届時為在野黨的保守黨内部迅速升职。在1999年6月，他首次被任命为影子内閣教育和就业部的前座发言人，2000年7月，他又被任命为影子内閣内政部的前座发言人，2001年，他更被時任保守党领袖施志安带入影子内阁，在2001年9月至2002年7月期间担任影子内閣财政部首席秘书，并在2002年7月至11月期间担任影子内閣工作和养恤金部大臣。在第一次担任前座议员期间，伯考曾公开表示，他认为自己不够无情，所以不足以成爲政治高层。
2002年11月，当工党政府提出《收养和儿童法案》 ，該允许未婚的同性恋和异性恋夫妇收养孩子。而時任保守黨黨鞭的邓肯·史密斯要求所有的保守党的议员皆投票反对该法案，並禁止黨員自由投票。伯考认为國會議員理應在本次投票行使個人意志以為選民負責，並在之後投下了對該法案的支持票，同時辞去了前座議員。作为后座议员的他曾公开批评邓肯·史密斯的领导能力。
2003年11月，新任保守党领袖的迈克尔·霍华德任命伯考为影子国际发展大臣。然而，他因与霍华德在税收、移民和伊拉克问题上發生衝突，有次他甚至告诉霍华德，某議員説他有點“腦袋不對勁”顯然是正確的。他于2004年9月被卸職。
伯考长期以来一直对缅甸懷有濃厚的兴趣，他经常提到缅甸的民主和种族灭绝问题。2006年，他成为保守党改革集团的赞助人。2001年，他支持禁止议员成为“星期一俱乐部”成员的禁令，這是他以前待過的保守右翼團體。
2010年，Bercow 因其支持LGBT平權的工作而获得年度石墙政治家奖。斯通沃尔给了他100% 的支持男女同性恋和双性恋平權的评分。

### 獲選為年度最佳反對黨議員
2005年，伯考凭借“年度最佳反对党议员”荣获英国第四频道/汉萨德协会政治奖。他在頒獎典禮上说道;
"...除了从事各种各样的本地问题以外，我还试图在下议院就关系到人民的重要国家和国际问题向政府提出质疑、调查以及审查。在过去的12个月的任期里，我本人一直坚持要求改革世界贸易的规则，從而让地球上最贫穷的人也有机会销售他们的产品，以提高他们的生活质量。苏丹西部的达尔富尔人民的困境也是一个經常被討論的議題。他们长期以来遭受了太多苦難，我們却没有对這樣的情况采取什么措施。因此，我會将继续主张聯合王國在国际社会中身先士卒地為和平与正义，采取果断的行动。"

### 下議院議長
前下議院議長迈克尔·马丁辭職後，他宣布參與競逐下議院議長選舉並獲得勝利。但在選舉中，他被認為並無取得保守黨大多數議員的支持，而是靠多數工黨議員的支持當選。
2014年，伯科被任命為貝德福德大學的校監。
2019年9月9日，英國首相鲍里斯·约翰逊在英國下议院二度提出大選動議。伯科在进行表决前宣布若大選動議通過，他将在同年（早於10月31日）的大选之日辭職；若不通過，則於10月31日當日辞职。同時伯考警告鲍里斯·约翰逊政府不要貶低議會。隨著提早大選的議案兩度被否決並發生國會休會，這意味著他將在10月31日辭職。但由於第四次提出大選的議案於10月底獲通過，最終他改於11月初辭職。

## 爭議
- 2017年2月6日，伯科稱，他極力反對美國總統唐納德·特朗普在對英國進行國事訪問期間於議會發表演講。伯科向議員們表示：「反對種族主義和性別歧視」是「非常重要的考量因素」。在野工黨和蘇格蘭民族黨對其表示肯定，但批評者認為他作為議長應保持政治中立，避免言論明顯加入個人的政治立場[32]。甚至连反对特朗普的纳齐姆·扎哈维议员也批评他「虚伪」和「破坏议长中立性」[33]。特朗普最終于2018年7月13－16日到訪英國，會見英國首相文翠珊和伊莉莎白二世女王陛下，但並無到訪倫敦市中心和英國國會，避免觸及大量遊行示威。
- 伯科在脫歐議題的個人立場明顯悖於多數，在議會中也多次幫助對留歐有利的議案通過，即使辭職後仍然堅稱脫歐是一錯誤政策[34]，其立場受到了占相对多数的支持脫歐者的批評[35]。
- 2022年3月8日，约翰·伯考因欺辱下议院工作人员而被标准监管机构认定有罪，并被终身禁止进入议会大楼[36][37]。

## 轶事
伯科担任下议院议长时，一如历任议长，经常喊出“order”以维持秩序。但因频繁地喊出“order”（据BBC统计，任内一共喊出约1.4万次“order”）以及其独特的拖长音而在网络走红。

## 外部連結
- 今日德布雷特的人
- 约翰·伯考議員 （页面存档备份，存于）官方選民網站
- 議長 （页面存档备份，存于）官方議會網站

新聞文章
- Profile: Commons Speaker, John Bercow （页面存档备份，存于）, David Hencke, The Guardian, 22 June 2009
- The John Bercow story （页面存档备份，存于）, Brian Wheeler, BBC News, 24 June 2009
- Getting the House in order （页面存档备份，存于）, James Macintyre, Prospect magazine, 20 July 2011

}
| 大不列颠及北爱尔兰联合王国国会 | 大不列颠及北爱尔兰联合王国国会      | 大不列颠及北爱尔兰联合王国国会 |
| ------------------------------ | ----------------------------------- | ------------------------------ |
| 前任者： 喬治·瓦爾登           | 英國下議院白金漢議員 1997年－2019年 | 繼任者： 格雷格·史密斯 (英國)  |
| 前任者： 邁克爾·馬丁           | 下議院議長 2009年－2019年           | 繼任者： 林賽·霍伊爾           |
| 官衔                           |                                     |                                |
| 前任者： 奧利弗·萊特溫         | 影子內閣財政部秘書長 2001年－2002年 | 繼任者： 霍華德·弗萊特         |
| 前任者： 卡洛琳·斯佩爾曼       | 影子內閣國際發展大臣 2003年－2004年 | 繼任者： 艾倫·鄧肯             |
| 英格蘭和威爾士排位名單         |                                     |                                |
| 前任者： 利雅華 為樞密院議長   | 先生 為下議院議長                   | 繼任者： 福勒勳爵 為上議院議長 |